# Лазар Ангелов
Лазар Ангелов е фитнес модел и фитнес инструктор в България и по света. Наричан е фитнес инструкторът на звездите . Снимал се е за десетки международни модни списания и компании, и е един от малкото българи, които имат личен договор за спонсорство с американския гигант за спортна екипировка Найк.

## Биография
Роден е на 22 септември 1984 г. Преди да стане състезател по културизъм и персонален фитнес треньор, Лазар се занимава професионално с баскетбол 10 години. Избиран е в младежкия национален отбор на България. На 18 прекарва една година в армията, като там се насочва към бодибилдинга.
През 2006 г. получава лиценз за фитнес треньор от Националната спортна академия.
Като модел участва в редица музикални клипове и реклами. Има множество тренировъчни и образователни клипове в Youtube.
За да отговори на многобройните въпроси относно тренировъчния и хранителния му режим, Лазар създава своя уебсайт – LazarAngelov.com, и секция „Тренирай с Лазар“, където всеки има възможността да научи всичко което му е нужно за да развие максималния си генетичен потенциал. .